# Ptilotus macrocephalus
Ptilotus macrocephalus är en amarantväxtart som först beskrevs av Robert Brown, och fick sitt nu gällande namn av Jean Louis Marie Poiret. Ptilotus macrocephalus ingår i släktet Ptilotus och familjen amarantväxter. Inga underarter finns listade i Catalogue of Life.

## Bildgalleri

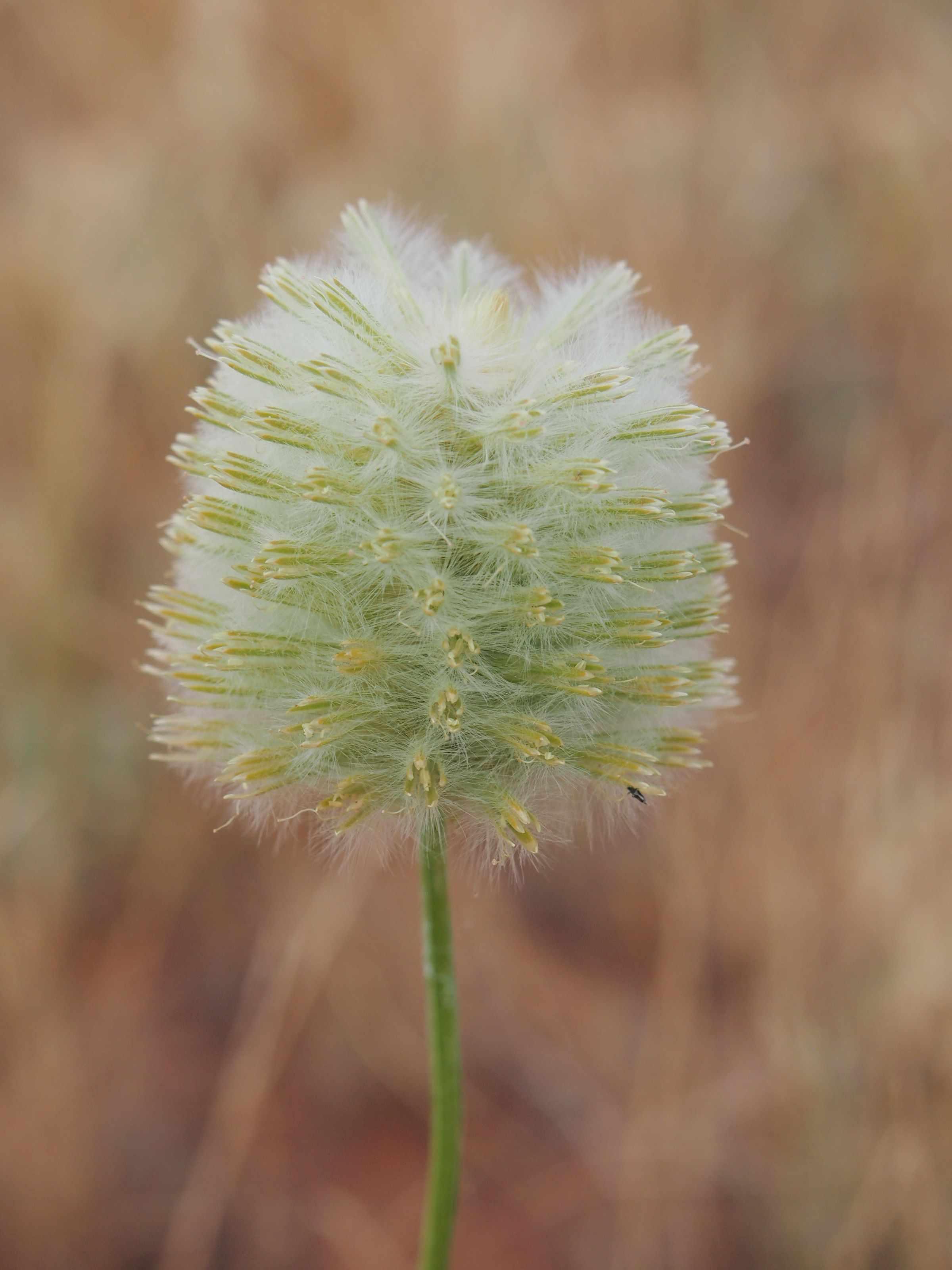
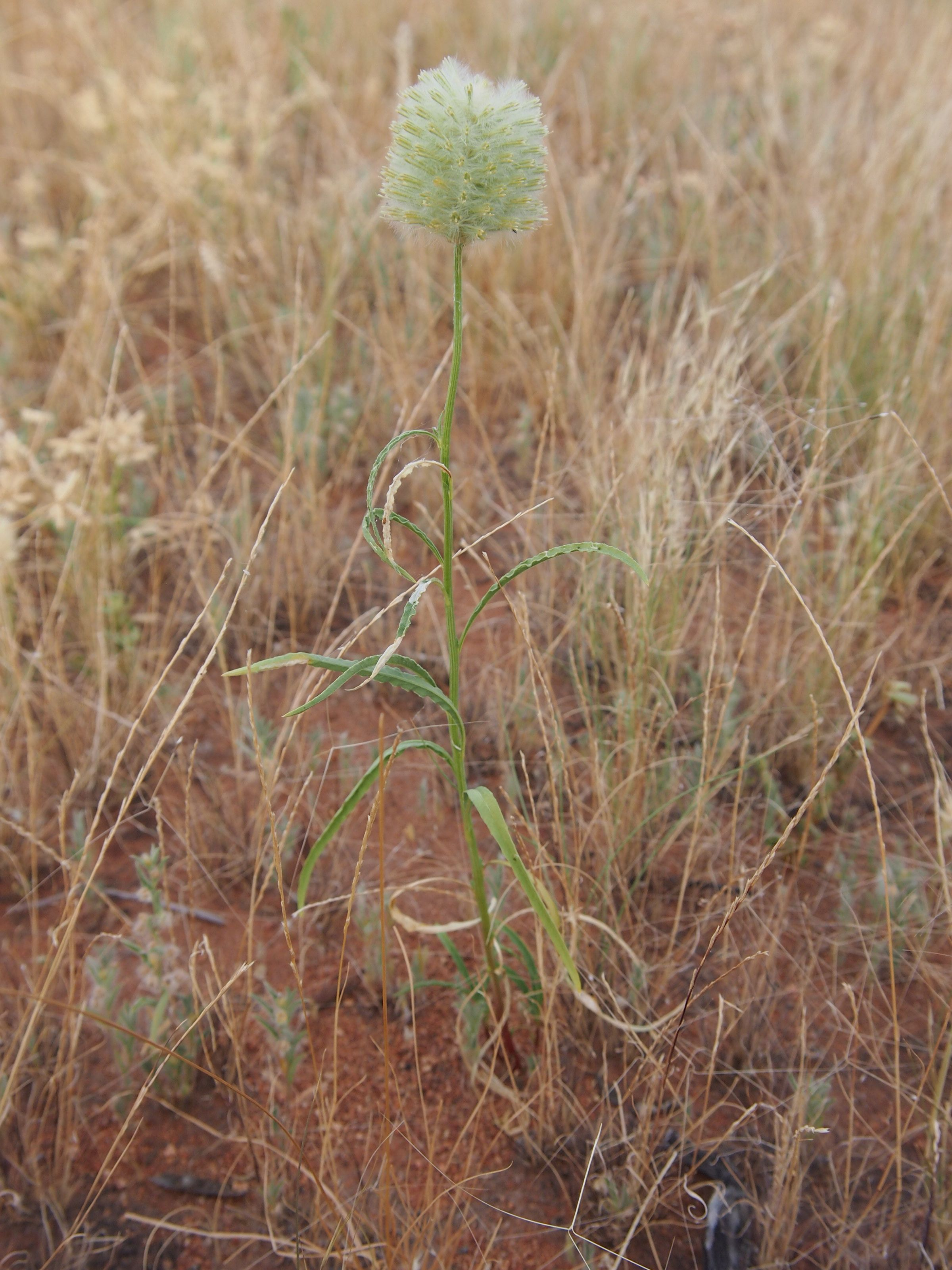